# خدای خورشید

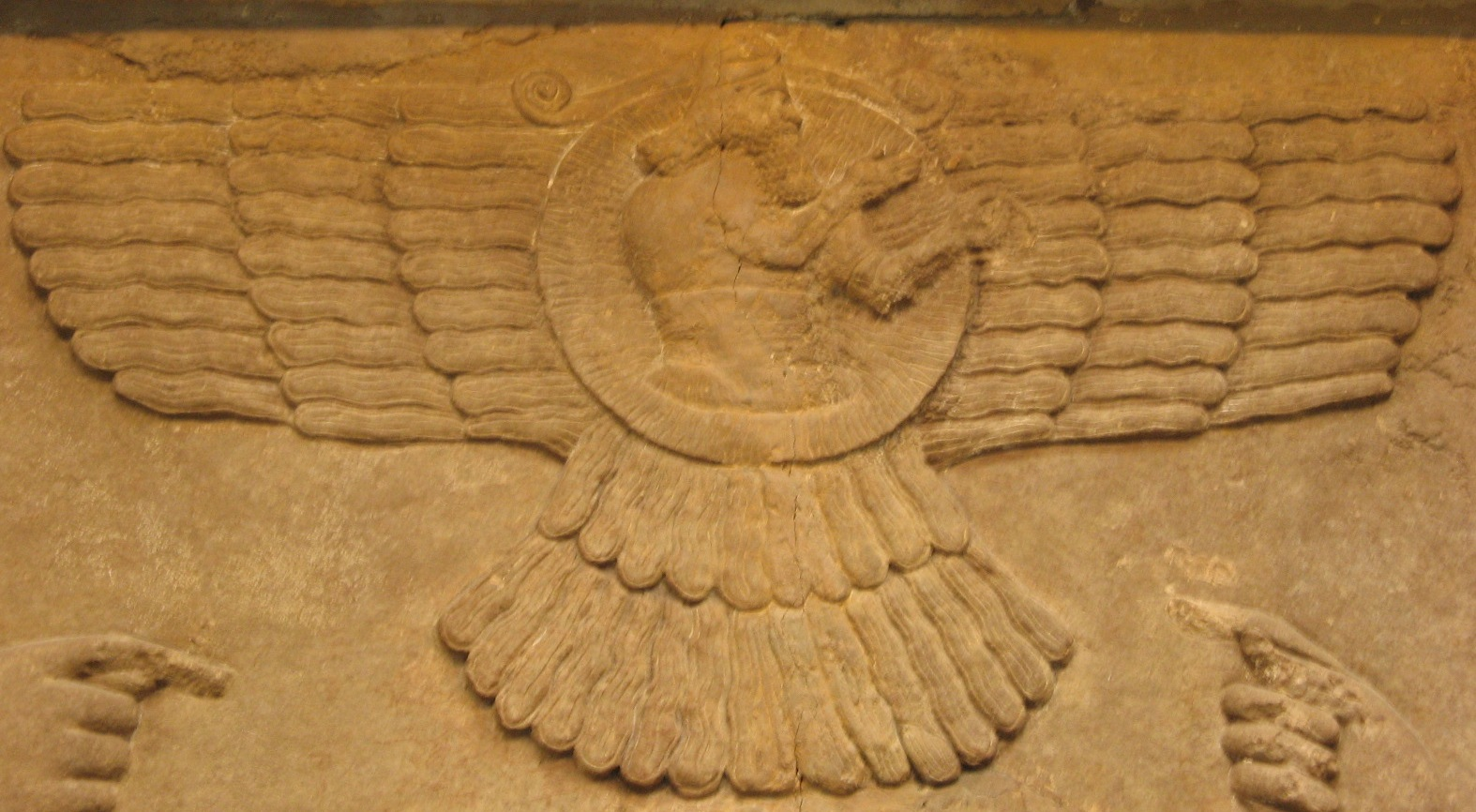
نگاره خدای خورشید در یک برجسته کاری آشوری در کاخ نمرود (۸۶۰–۸۶۵ پیش از میلاد این کار نماد میترایی ها/مهری‌ها و زرتشتی‌ها نیز بوده است)

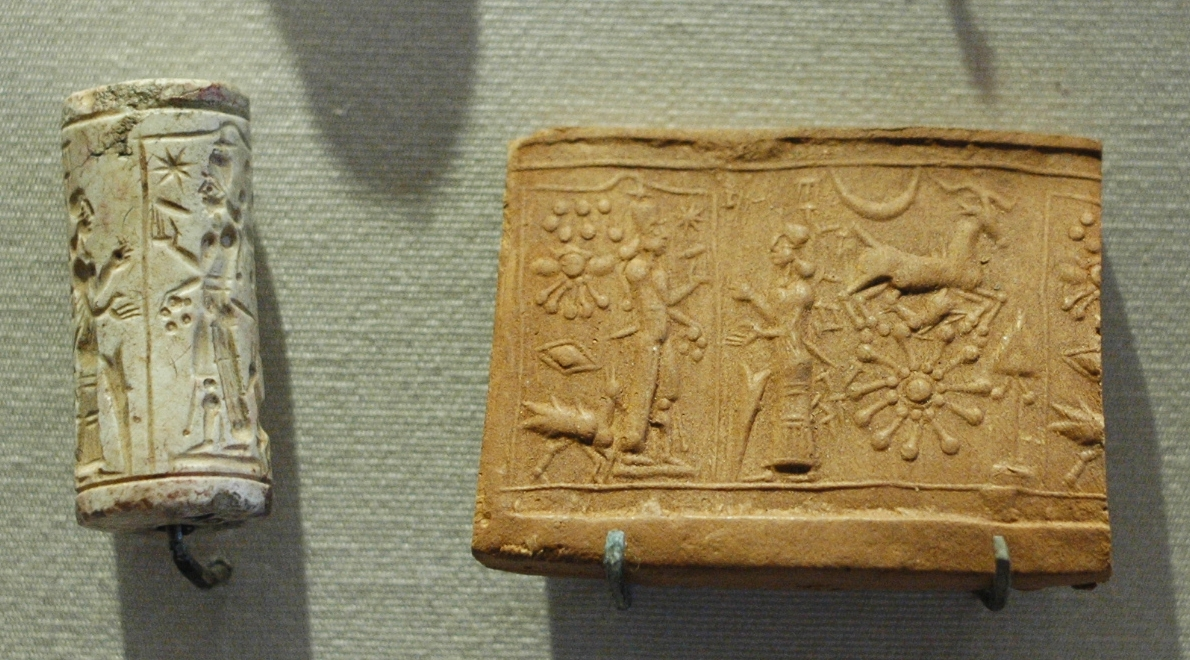
مهر استوانه‌ای از سنگ آهک از میان رودان و نگاره آن: پرستش خور نگهداری در موزه لوور

ایزد خورشید یا خورشیدپرستی یک الوهیت است که نمایانگر خورشید یا جنبه ای از آن است. چنین خدایانی معمولاً با توانایی و قدرت همراه هستند. خدایان خورشیدی و پرستش خورشید در بیشتر تاریخ مکتوب به اشکال مختلف یافت می‌شوند. گاهی خورشید را با نام لاتین آن سول «Sol» یا با نام زبان یونانی آن «هلیوس» می‌خوانند. واژه زبان انگلیسی سان sun مشتق شده از زبان نیاژرمنی *sunnǭ است.

## خورشید نزد تمدن‌های اولیه
در فرهنگ هندو ایرانی علاوه بر بعضی شخصیت‌های مقدس- ستارگان مقدس نیز وجود دارد که گاهی تا درجه خدایی اهمیت دارند. کوه‌های مقدس- رودهای مقدس- چشمه‌های مقدس - درختان مقدس نیز وجود دارد.
در اساطیر هند با سه خورشید خدایی روبه‌رو هستیم، ولی در ایران فقط یک ایزد خورشید وجود داشته. در اساطیر هند خورشید منزلت و مقام بالاتری دارد تا ایران. در اساطیر هند خورشید خود زادهٔ خدایان است و زنان و فرزندان بسیاری هم دارد، امّا در اساطیر ایران خورشید را اهورامزدا می‌آفریند و زن و فرزند هم ندارد. در اساطیر هند شکل و هیئت خورشید توصیف می‌شود، ولی اساطیر ایرانی فقط از اندازه و سرعت آن سخن می‌گویند. در اساطیر هندی خدای خورشید در آخر زمان می‌تواند خاصیّت نابودگرایی داشته باشد؛ ولی اساطیر ایرانی برای او چنین نقشی قایل نیست. در اساطیر ایرانی (اوستا)، از خورشید به چشم اهورامزدا تعبیر شده. در اساطیر هندی نیز سوریا (ایزد) (خداخورشید) چشم خدایان تلقّی شده است. در اساطیر ایرانی پاک‌کنندگی و از بین بردن پلیدی از صفات خورشید است. در اساطیر هندی نیز خالص‌کنندگی و نابودگری اهریمنان از صفات اوست. در اساطیر هندی نیز خورشید سوار بر گردونه‌ای است که هفت اسب او را می‌کشد یا سوریا به هیئت اسب بر همسر خود ظاهر می‌گردد و فرزندان حاصل از این آمیزش سر اسب دارند. چه در اساطیر هند و چه در اساطیر ایران، کسوف و خسوف نشانهٔ اهریمن و کار دیوان و اهریمنان شمرده شده است.

## ارابه‌های خدای خورشید

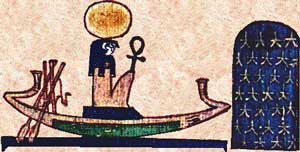
رع سوار بر قایق بارک

- در اسطوره‌های مصری باوری بود که خورشید سوار بر قایقی به نام بارک در آسمان‌ها در حرکت است. به همین دلیل بسیاری از فرعون‌های مصری در قایقی‌های دفن شده‌اند.[۲] پنداشته می‌شود رع خدای خورشید هر شب از کانال زیرزمینی سوار قایقی مشود تا از غرب به شرق برود و صبح روز بعد در شرق طلوع کند یا برخیزد.
- گردنبند خاصی به ناملونولای طلایی از فرهنگ فرهنگ پیاله ناقوسی تصور می‌شود نوعی قایق خورشیدی است.[۳]
- لوح آسمان نبرا مربوط به فرهنگ (Unetice) است، که تصور می‌شود تصویری از یک قایق خورشیدی را نشان می‌دهد.

## ایزد خورشید در ایران
با توجّه به نقشی که خورشید در زندگی بشر، چه اقوام متمدّن و چه بدوی، از روزگاران کهن دارا بوده، این عنصر مفید مورد ستایش و بزرگ‌داشت همهٔ این اقوام بوده است.
خورشید در اندیشهٔ اساطیری ایرانیان باستان به خصوص، جایگاه ویژه‌ای داشته است. چنانچه از آغاز به صورت ایزدی نیرومند مورد ستایش قرار گرفت و پس از زرتشت نیز خود آفریده‌ای شد در میان هزاران آفریده و مخلوق خداوند.

## نام‌ها و نمادهای خورشید

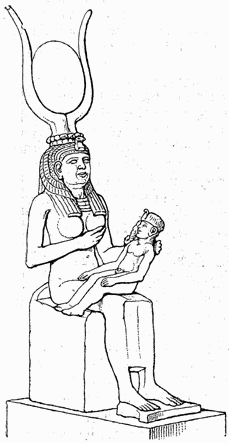
ایزیس، bearing her solar disk and horns nurses her infant, Horus

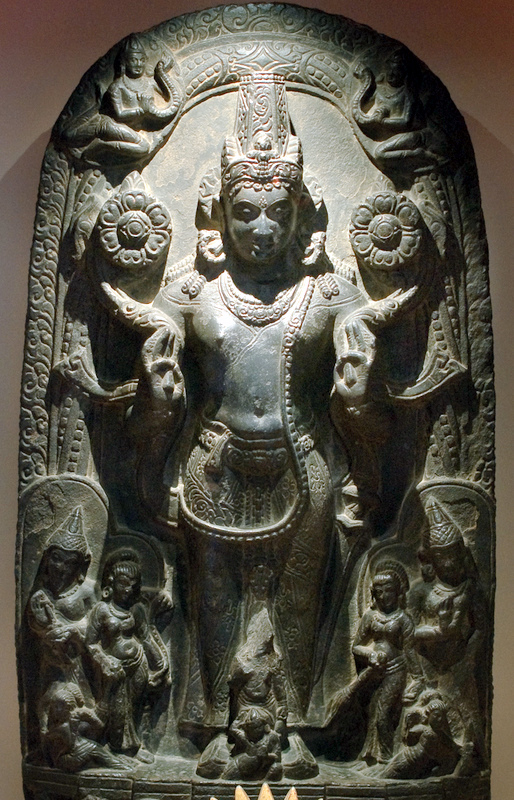
سوریا (ایزد)

The Ādityas are one of the principal deities of the وداها classical Hinduism belonging to Solar class. In the وداها، numerous hymns are dedicated to مهر، وارونا، Savitr etc.

یک نماد ساده‌شده از چرخ دارما.

«مشهورترین نام‌های خورشید عبارتنداز: سوریا یعنی درخشنده و از ریشه Surya که آن هم از ریشه Sur یا Swar به معنی درخشش و تابش اخذ شده است و نام دیگر خورشید آدی تیا یعنی گستره ازلی و نیز به مفهوم منبع و منشأ نیز آمده است».
چرخ دارما- صلیب - علامت + صلیب شکسته و گل نیلوفر و گل آفتاب گردان آیکون و نمادهای خورشید بوده است.
گردش نظام کائنات از دیرباز در نمادهای باستانی خاورمیانه رواج داشته است. یکی از نمادهای غیر شمایلی در هند چرخ دارما است که به‌طور انتزاعی به معبود اشاره دارد. چرخ یا گردونه یا دیسک خورشیدی مظهری از خداوند است. «مادامی که چرخ کائنات بر محور اصلی‌اش که همان قانونمندی ازلی هستی است استوار باشد خللی در نظام هستی رخ نمی‌دهد» این صفحه مشعشع در هنگام مقابله با نیروهای تاریکی و ضد یزدانی به سلاحی مهلک تبدیل می‌شود و در این حالت چون تیغه برنده شمشیری جاودانی که همان لبه تیز عقل مطلق است می‌درخشد و سر از تن نیروهای جهل جدا می‌کند.
«در برخی موارد این آلت به چرخی با شش شعاع تبدیل می‌شود. این چرخ از گردش گردونه حیات، سپری شدن زمان، طی شدن روز، ماه و سال و ظهور و افول ادوار هستی حکایت می‌کند.»
شش شعاع این چرخ اشاره به شش جهت (چپ، راست، پیش، پس، بالا و پایین) دارد که همگی حول یک نقطه و محور که همان نقطه اتکاء هستی است در گردش می‌باشند. اگر مرکز چرخ جابجا شود و محور آن از جای خود حرکت کند نظام کائنات فرو می‌ریزد. به اعتقاد بودائیان چرخ از پنج اصل ترکیب شده است که همان پنج عنصر (خاک، زمین، آب، آتش و باد) تلقی می‌شوند.»

## چلیپا یا گردونه مهر
نماد دیگر خورشید پرستی و میترائیسم در اعتقاد آریائیان همان چلیپا یا گردونه مهر است، که به اعتقاد پیشینیان دربردارنده نیروهای آسمانی بوده و کاربردی وسیع دارد. این نشانه در هر منطقه‌ای مفهومی خاصی داشته است در ایران و هند و نزد قوم آریایی مظهر و نشانه خورشید بوده است. آنان معتقد هستند که هر شاخه از این علامت جایگاه یکی از عناصر چهارگانه است. بدین ترتیب چهار عنصر با هم و با چرخش خود نظام طبیعت و ذات آفرینش را حفظ می‌کنند. این نشانه در ایران به شاهین و فروهر نیز بسیار نزدیک است. مرکز این نشان، نماد مرکزیت و وحدت الهی است و این هما گردونه‌ای است که مهر بر آن می‌نشیند و چهار اسب سفید نامیرای مینوی آنرا می‌کشند.

## نمادهایی که نشان خوشید بوده‌اند
«حلقه در آئین میترائیسم حلقه خود نمای از چرخ است. مقدس و نشانه پیمان ناگسستنی و اتحاد و وابستگی است. از سوی دیگر حلقه که نشان ویژه میترا بوده بی‌گمان از هاله نور خورشید گرفته شده است. دایره‌ای از نور که ایزد مهر را محاط می‌ساخت؛ زیرا وی ایزد نور و روشنایی بود.»
ـزیگزاک: زیگزاک‌های پیاپی نمادی برای اشعه‌های خورشید هستند.
ـ گل لوتوس: این گل را اصلاحاً گل خورشید نیز می‌گویند. این گل متعلق به مهر و سمبل آفتاب و نیروی آنکه نگهدارنده زمین است.
گل سویا - گل سویا نیز از مظاهر خورشید است.
سرو: درخت سرو یا کاج ویژه خورشید است. درختی همیشه سبز و با طراوت. نشانه بهار و در عین حال مظهر و جنبه مطرح و مثبت زندگی است.»
- چلیپا نیز از نمادهای خورشید بوده است. صلیب شکسته در فلات ایران و هند از دوره‌های بسیار کهن به عنوان نماد رایج بوده است که آنرا به گردونه خورشید و نماد خورشید مرتبط می‌دانند.

## چند نمونه از آثار به‌جای مانده از نقش خدای خورشید
«یک نمونه از این نقش‌ها، پیک رغولدیس بودا است در بامیان. در زیر یکی از طاق‌های این دیوار تزئینات وسیعی بکار رفته که موضوع آن مستقیماً ارتباط دارد با خدای خورشید. در این نقش خدای خورشید بر گردونه‌ای است که چهار اسب بالدار آنرا می‌کشند و اسبان دو به دو در طرفین بحالت نیمرخ قرارگرفته‌اند. هاله بزرگی دور خدا را فرا گرفته و شعاع‌های کوتاهی دارد که این یادآور هاله‌های شعاع دار ایرانی است. هم چنین شمشیر دراز و نیزه‌ای که خدا در دست دارد و شنل بزرگ او که در قسمت سینه بسته می‌شود و نیز چهره اطرافیان او که همگی ریشدار و حالت جدی دارند همه جزئیاتی از هنر ساسانی را نشان می‌دهند.»
«نمونه دیگر نقش برجسته‌ای از ماتورا است که خدای سوریا را سوار بر گردونه خود نشان می‌دهد هم چنین تندیس مرمر سفید سوریا در عبادتگاه برهمنی خیرخانه در منطقه کابل که مربوط است به قرون پنجم و ششم میلادی نمونه دیگری از این نقش‌ها می‌باشد. در این نمونه اخیر نیز باز تأثیر هنر ایرانی به‌وضوح می‌توان مشاهده نمود، از آن جمله لباس و جامه خدا و دستیاران او، و حتی حالت کسی که به خدای خورشید تاجی را اهداء می‌کند از سنت ایرانی مایه گرفته است.»
در ایران نیز نماد خورشید در نقش برجسته‌ها به صورت گردونه مهر یا خورشید (چلیپا) دایره، چرخ یا گل لوتوس و هم چنین نقوش حیوانی و گیاهی چندی نیز هستند که به عنوان نماد خورشید شناخته می‌شوند از آن جمله شیر، بزکوهی، عقاب یا شاهین، گاو … و نیز سرو و کاج می‌باشند. «اگر چه در ایران یک نمونه نقش برجسته نیز وجود دارد که نشانگر موجود مافوق طبیعی با گرزی در دست و هاله‌ای دور سرش، روی گل نیلوفر ستاره مانندی که نماد کهن آفتاب‌پرستی است ایستاده و این همانا مهر خدای خورشید است که در نقش برجسته‌های طاق بستان به چشم می‌خورد. این نقش برجسته مربوط است به سلطنت اردشیر دوم و از آنجایی که اردشیر دوم جانشین عادی و طبیعی شاپور دوم نبود، به همین دلیل مهر که به معنی عهد و پیمان بود، در پیکر نگاره او حضور دارد تا بدین گونه بازگوکننده پیمان اردشیر دوم و شاپور دوم باشد تا در زمان مناسب تاج و تخت به شاپور سوم منتقل شود.»
از دیگر نمادهایی که در سال‌های اخیر به خورشید منسوب شده است شکل صلیب یا چلیپای نقش رستم است که به آن نام صلیب ایرانی داده‌اند.

## تقدس خورشید در میان اقوام مختلف

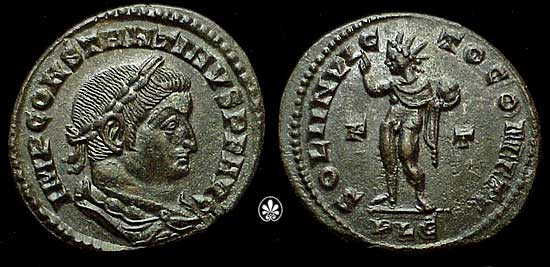
بر روی سکه‌های کنستانتین بزرگ، ضرب شده در دوران مبارزات او با مسیحیت، در پشت یکی از سکه‌های وی خدای خورشید هلیوس که تاجی با پرتوهای نور بر سر دارد، به تصویر کشیده شده و در اطراف سکه جملهٔ «تقدیم به خورشید شکست‌ناپذیر» به زبان لاتین نوشته شده است. کنستانتین در روزهای آخر عمر مسیحی شد و تا آن زمان آپولون خدای مورد پرستش وی بود که همان خدای خورشید است.

تقدس خورشید در اقوام متعددی بوده و در برخی از فرهنگ‌ها نشانه‌های این اعتقاد باقی‌مانده است. در بین‌النهرین «شمس یاشاماش» ایزد خورشید را می‌پرستیدند، این ایزد در دستش شیئی را نگاه می‌داشت که به تیغه اره همانند بود و سوار بر گردونه‌اش به سوی باختر می‌راند. در مصر خورشید، عنوان بزرگ‌ترین خدا را داشت و بنام رع (Re) مشهور بود. «قوم سلت EOL یعنی ستاره خورشید را پرستش می‌کردند و خدای خورشید فنیقیان همانند نام ستاره خورشید در لغت قوم سلت EL می‌باشد. قوم اینکا دارای معبد خورشید بوده که دیوارهایش پوشیده از ورقه‌های طلا بوده و الان در سرزمین پرو واقع است. همچنین هرم خورشیدی بسیار با شکوهی از تمدن قوم از تک در مکزیک باقی‌مانده است.»
توجه به خورشید در نزد ایرانیان باستان امری معمول بود و تقدس خورشید به صورت آشکارا ظاهراً تا زمان روی کار آمدن ساسانیان ادامه داشت. این تقدیس به صورت وسیعی در ادبیات فارسی هم منعکس شده است. احترام به خورشید در قرآن مجید هم دیده می‌شود و حتی اسم یکی از سوره‌های مبارکه قرآن به این نام است.

## خورشید و مهر
«از زمانی که بشر به زندگی کشاورزی روی آورد و دریافت که نورو حرارت خورشید سبب باروری زمین و پرورش گیاهان و موجب گرم کردن و نیرو بخشیدن به انسان می‌شود. خورشید به جای ماه ستایش شد. خورشید باگرما و نور خود در روز باعث نابودی دیوها و پلیدی‌ها می‌شد خورشید مظهر گرما، نور، خشکی و تابستان بود. ازگل‌ها و گیاهان، نیلوفر آبی (لوتوس) و گل آفتابگردان، از درختان نخل و سرو و کاج نمادهای خورشید هستند. از عناصر، آتش و از رنگها سرخ و زرد و از فلزات طلا منسوب به خورشید هستند. شکل هندسی مربوط به خورشید دایره است.»
«سنت پرستش مهر به دوران‌های بسیار کهن برمی‌گردد. در هند دوران و دایی نام او به‌صورت «میتره» با مفهوم پیمان و دوستی ظاهر می‌شود و یکی از خدایان گروه فرمانروا است و با «ورونه» جفت جاویدانی را تشکیل می‌دهند که از سوی مردم به یاری خوانده می‌شوند در سنت هندی نیز میترا گردونه‌ای درخشان و اقامتگاهی زرین دارد. میترا در سنت دینی زرتشتی در مقامی پایین تراز اهورامزدا قرار می‌گیرد و آفریده او محسوب می‌شود تا از آفرینش او پاسداری کند. او خدای پیمان است و وظیفه مهم او نظارت بر همة پیمان‌هاست. او ایزد فروغ و روشنایی و از بزرگ‌ترین ایزدان آیین زرتشتی محسوب می‌شود.»
«میتره ـ ورونه زوج خدایی جوان هستند که چشمان آنها خورشید می‌باشد. منزلگاهشان زرین و در آسمان است. آنان شهریاران و فرمانروایان مطلق کیهان اند. این زوج خدا پدید آورنده آذرخش و باران‌اند. البته باید گفت که مهرو خورشید متفاوت است، مهر یا میترا پیش از خورشید ظاهر می‌شود و همراهی او با خورشید باعث شده است که بعدها مهر معنی خورشید پیدا کند.»

## ایزد خورشید در وداها

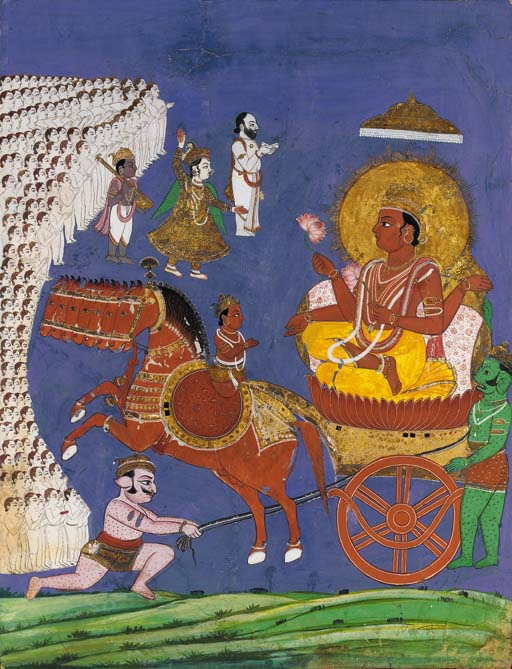
The sun-god Surya riding a chariot.

صلیب شکسته- گردونهٔ خورشید یا سواستیکا (به سانسکریت: स्वस्तिक) یک چلیپا
از نشانه‌های خورشید است.
در هندوستان خدای خورشید بانام سوریا شناخته می‌شود و یکی از مهم‌ترین خدایان و دایی محسوب می‌شود. این خدا از یکسو تجلی عظمت آتش الهی AGNI است و از دیگر سوی منبع و منشأ نور، گرما. حیات و معرفت است. اشراف سوریا به جهان با برج‌های دوازده‌گانه خورشید در طول سال نسبت دارد. سوریا مرکز عالم خلقت است که درمرز سپهرهای متفاوت قرار گرفته است. برفراز خورشید، افلاک غیر متجلی و غیر ظاهر قرار دارند که حوزة حکمرانی حاکم اعظم کائنات است و تحت آن کرات و سپهرهای ظاهر (چون ماه و زمینو دیگر سیارات) واقع شده‌اند. خورشید که منشأ نور، قدرت روحانی و قوای فکری و نیروهای طبیعی بوده نزدیکترین پدیده به ذات جاودانی الهی شمرده می‌شد.»

## خدایان خورشیدی و آفتابی

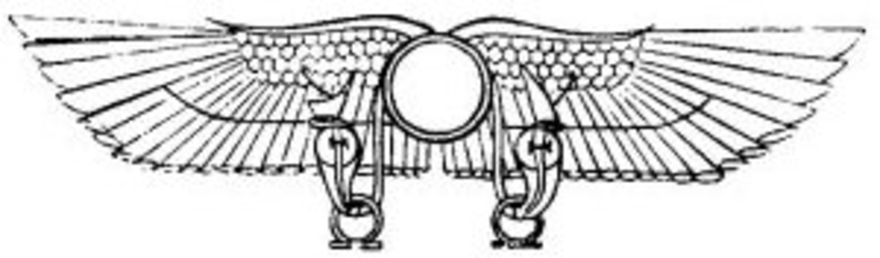
خورشید بالدار
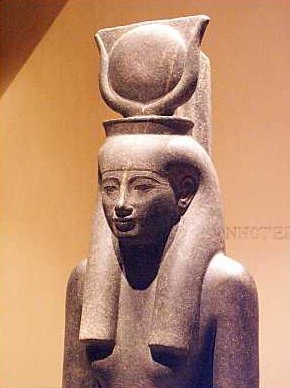
حاثور ایزدبانو خورشید مصری
سواستیکای هندی
علامت رسمی حزب نازی

- سوریا (ایزد)
- سول اینویکتوس
- خورشید یشت
- پیلتزین تکوتلی
- مهرپرستی
- آماتراسو
- رامسس
- رع
- مهاجرت هندوآریایی‌ها
- شمش (ایزد)
- فوبوس (خدای خورشید)
- آتوم
- آتون
- آمون
- آنوکت
- آپولو (اساطیر یونان)
- آگنی